# Vittorio Mezzogiorno
Vittorio Mezzogiorno (Cercola, 16 dicembre 1941 – Milano, 7 gennaio 1994) è stato un attore italiano.

## Biografia
Nato a Cercola, ultimo di sette fratelli, trascorse la propria infanzia a Sant'Anastasia. Trasferitosi a Napoli insieme alla sua famiglia, visse tra la Riviera di Chiaia e viale Regina Elena (oggi viale Antonio Gramsci).  Studente modello del liceo classico Umberto I, sognava di diventare campione del ring; il pugilato fu una passione che lo accompagnò per tutta la vita.
Il primo approccio con l'arte lo ebbe grazie a suo fratello maggiore Vincenzo, che con velleità da regista lo istruiva nei panni di Caronte in una scenografia di sedie accatastate. A diciotto anni si iscrisse all'università, frequentò medicina per un anno, poi passò a giurisprudenza, disciplina in cui si laureò. Nel periodo universitario, per pura curiosità intellettuale, fa le sue prime esperienze di palcoscenico con il Teatro S, recitando in lavori di Beckett e Ionesco. Approfittava delle ore di studio per impostare la voce e perfezionare la propria dizione. Per interminabili pomeriggi e anni accademici, la famiglia lo udì declamare drammaticamente lunghi capitoli di storia del diritto e sequele di commi del codice penale.
Solo più tardi, dopo aver recitato per due intere stagioni (1966-1967, 1967-1968) nella compagnia di Eduardo De Filippo, e dopo essersi laureato, finirà per riconoscere la propria vocazione di attore. Nel 1969 incontra l'attrice Cecilia Sacchi: i due recitano assieme in Le donne di Aristofane, al Teatro di Segesta, in Sicilia. Con Cecilia si stabilisce un buon rapporto personale, coronato con il matrimonio, che si celebra il 14 ottobre 1972, e la nascita di Giovanna, il 9 novembre 1974.
Trasferitosi a Roma, per qualche tempo si dedicò ancora al teatro; recitò in compagnia con Lauretta Masiero e i fratelli Aldo Giuffré e Carlo Giuffré, poi con Gianni Santuccio, Gianrico Tedeschi e Mario Scaccia, e con Flavio Bucci, Stefano Satta Flores, Cristiano Censi e Isabella Del Bianco. Partecipò quindi in televisione al primo ciclo (1965) della serie di telefilm Le avventure di Laura Storm, con Lauretta Masiero, e — due anni dopo, nel 1967 — alla realizzazione de La fiera della vanità, sceneggiato televisivo diretto da Anton Giulio Majano. Nel 1973 entrò nel cast del televisivo Il picciotto di Alberto Negrin, e incominciò a comparire con regolarità anche in opere cinematografiche.
Tra gli anni '70 e gli anni '80, con Giuliano Montaldo (Il giocattolo) e Francesco Rosi (Tre fratelli, film in seguito inserito nell'annuale cinquina per l'Oscar come miglior film in lingua straniera), offrì due interpretazioni cinematografiche magistrali che gli valsero due Nastri d'argento, il primo come miglior attore non protagonista, il secondo come miglior attore (protagonista).
Nel 1984 la sua carriera artistica si arricchì nuovamente: venne notato da Peter Brook, il quale gli propose l'importante ruolo di Arjuna nella colossale produzione teatrale del suo Mahābhārata. Il lavoro di ricerca e di formazione per lo spettacolo lo portarono (insieme con la compagnia internazionale del CIRT di Brook) a nutrirsi di diverse culture, e a prepararsi sia fisicamente sia spiritualmente a quella che divenne la sua più importante svolta artistica. La critica positiva e la notorietà, da lì fino alla fine del tour mondiale del Mahābhārata, raggiunsero l'apice.
Tornato in Italia, prese il posto di Michele Placido come protagonista della celeberrima serie televisiva La piovra, che gli diede ancor più popolarità, nel ruolo dell'agente infiltrato Davide Licata nelle fiction televisive La piovra 5 e La piovra 6.
Al termine de La piovra 6 il personaggio da lui interpretato, Licata, muore. La scomparsa non era stata preventivamente annunciata ai media, come invece era accaduto al suo predecessore Michele Placido nel ruolo del commissario Corrado Cattani, e colse di sorpresa il pubblico che non era neanche a conoscenza delle condizioni di salute di Mezzogiorno, già ammalato. Infatti, poco tempo dopo, Vittorio Mezzogiorno morì a 52 anni, il 7 gennaio 1994, a causa di un collasso cardiaco; in precedenza era stato operato per un tumore polmonare. La salma venne tumulata nel cimitero di Griante, sul Lago di Como e 30 anni dopo traslata, insieme a quella della moglie, in quello di Civitanova del Sannio, in provincia di Isernia, dove la coppia aveva casa e dove amava trascorrere i periodi di riposo.

## Filmografia

### Cinema
- Il caso Pisciotta, regia di Eriprando Visconti (1972)
- Non ho tempo, regia di Ansano Giannarelli (1973)
- Bisturi - La mafia bianca, regia di Luigi Zampa (1973)
- Cecilia - Storia di una comune anarchica ( La Cécilia), regia di Jean-Louis Comolli (1975)
- La orca, regia di Eriprando Visconti (1976)
- Basta che non si sappia in giro, regia di Luigi Magni, episodio Il superiore (1976)
- Milano violenta, regia di Mario Caiano (1976)
- La polizia è sconfitta, regia di Domenico Paolella (1977)
- Il giocattolo, regia di Giuliano Montaldo (1979)
- Speed Cross, regia di Stelvio Massi (1980)
- Café Express, regia di Nanni Loy (1980)
- Desideria: la vita interiore, regia di Gianni Barcelloni Corte (1980)
- Arrivano i bersaglieri, regia di Luigi Magni (1980)
- Il doppio sogno dei signori X, regia di Anna Maria Tatò (1980)
- Tre fratelli, regia di Francesco Rosi (1981)
- Car Crash, regia di Antonio Margheriti (1981)
- ...e noi non faremo karakiri, regia di Francesco Longo (1981)
- La caduta degli angeli ribelli, regia di Marco Tullio Giordana (1981)
- Lo specchio del desiderio (La lune dans le caniveau), regia di Jean-Jacques Beineix (1983)
- Nostalghia (Nostalghia), regia di Andrej Tarkovskij (1983)
- La casa del tappeto giallo, regia di Carlo Lizzani (1983)
- L'uomo ferito (L'Homme blessé), regia di Patrice Chéreau (1983)
- Les Cavaliers de l'orage, regia di Gérard Vergez (1984)
- La Garce, regia di Christine Pascal (1984)
- Fuegos, regia di Alfredo Arias (1987)
- Jenatsch, regia di Daniel Schmid (1987)
- Contrainte par corps, regia di Serge Leroy (1988)
- Il Mahābhārata, regia di Peter Brook (1989)
- La condanna, regia di Marco Bellocchio (1991)
- Grido di pietra (Cerro Torre: Schrei aus Stein), regia di Werner Herzog (1991)
- Riflessi in un cielo scuro, regia di Salvatore Maira (1991)
- Golem - Lo spirito dell'esilio (L'esprit de l'exil), regia di Amos Gitai (1992)
- Hors saison, regia di Daniel Schmid (1992)
- Caccia alle mosche, regia di Angelo Longoni (1993)

### Televisione
- La vendetta, temi e personaggi shakespeariani, regia di Giacomo Colli (1965)
- Le avventure di Laura Storm – serie TV, 4 episodi (1965)
- Resurrezione, regia di Franco Enriquez – miniserie TV (1965)
- Luisa Sanfelice, regia di Leonardo Cortese – miniserie TV (1966)
- Madame Curie, regia di Guglielmo Morandi – miniserie TV (1966)
- I racconti del faro, regia di Angelo D'Alessandro – miniserie TV (1967)
- La fiera delle vanità, regia di Anton Giulio Majano – miniserie TV (1967)
- Indagine su una rapina, regia di Gian Pietro Calasso – film TV (1971)
- Il picciotto, regia di Alberto Negrin – miniserie TV (1973)
- L'assassinio dei fratelli Rosselli, regia di Silvio Maestranzi – miniserie TV (1974)
- Dedicato a un medico, regia di Gianni Serra – miniserie TV (1974)
- Sotto il placido Don, regia di Vittorio Cottafavi – miniserie TV (1974)
- Processo al generale Baratieri per la sconfitta di Adua, regia di Piero Schivazappa – miniserie TV (1974)
- Orlando Furioso, regia di Luca Ronconi – miniserie TV (1975)
- I killer, regia di Gian Pietro Calasso – film TV (1975)
- Diagnosi, regia di Mario Caiano – miniserie TV (1975)
- Il marsigliese, regia di Giacomo Battiato – miniserie TV (1975)
- L'amaro caso della baronessa di Carini, regia di Daniele D'Anza – miniserie TV (1975)
- Extra, regia di Daniele D'Anza – miniserie TV (1976)
- Una spia del regime, regia di Alberto Negrin – miniserie TV (1976)
- Un bail pour l'éternité, regia di Yves-André Hubert – film TV (1976)
- Delitto sulle punte, regia di Pino Passalacqua – miniserie TV (1977)
- Il balordo, regia di Pino Passalacqua – miniserie TV (1978)
- Racconti fantastici, regia di Daniele D'Anza – miniserie TV (1979)
- Il giorno dei cristalli, regia di Giacomo Battiato – miniserie TV (1979)
- Martin Eden, regia di Giacomo Battiato – miniserie TV (1979)
- L'assedio, regia di Silvio Maestranzi – miniserie TV (1980)
- La ragazza dell'addio, regia di Daniele D'Anza – miniserie TV (1984)
- ...e la vita continua, regia di Dino Risi – miniserie TV (1984)
- Un foro nel parabrezza, regia di Sauro Scavolini – miniserie TV (1985)
- Io e il duce, regia di Alberto Negrin – miniserie TV (1985)
- La rivoluzione francese (La révolution française), regia di Robert Enrico e Richard T. Heffron – miniserie TV (1989)
- La piovra 5 - Il cuore del problema, regia di Luigi Perelli – miniserie TV (1990)
- Una vita in gioco, regia di Franco Giraldi – miniserie TV (1991)
- La piovra 6 - L'ultimo segreto, regia di Luigi Perelli – miniserie TV (1992)

## Teatro
- 'Na mugliera africana di Eduardo Scarpetta, regia di Eduardo De Filippo, compagnia Eduardo De Filippo (1966-1967)
- 'Ommiedeco díe femmene di Eduardo Scarpetta, regia di Eduardo De Filippo, compagnia Eduardo De Filippo (1966-1967)
- Il contratto di Eduardo De Filippo, regia di Eduardo De Filippo, compagnia Eduardo De Filippo (1967-1968)
- Le nuvole di Aristofane, regia di Roberto Guicciardini. Istituto nazionale del dramma antico (1968)
- Il cavallo a vapore di Pierre Barillet e Jean-Pierre Grédy, regia di Daniele D'Anza, compagnia Aldo e Carlo Giuffré-Lauretta Masiero (1968-1969)
- La primavera di Praga di Luigi Preti, compagnia Aldo e Carlo Giuffré-Lauretta Masiero (1969)
- Le donne al parlamento di Aristofane, regia di Mario Prosperi, compagnia Lucio Ardenzi (1969)
- La madre di Bertolt Brecht, regia di Cristiano Censi, cooperativa teatrale Compagni di Scena (1970)
- L'opera del mendicante di John Gay, regia di Giorgio Bandini, cooperativa Teatro Belli (1971)
- Annata ricca (in siciliano) di Nino Martoglio, regia di Romano Bernardi. Teatro Stabile di Catania (1976)
- Il mostro di Ghigo De Chiara, regia di Giuseppe Di Martino. Teatro Stabile di Catania (1976)
- Le Mahābhārata (in francese), adattamento di Jean-Claude Carrière, regia di Peter Brook. Centre International de Recherches Théâtrales (1984-1986)
- Ritorno ad Alphaville, regia di Mario Martone, compagnia Falso Movimento (1986)
- The Mahabharata (in inglese), adattamento di Jean-Claude Carrière, regia di Peter Brook. Centre International de Recherche Théâtrales e Royal Shakespeare Company (1987-1988)
- Woyzeck di Georg Büchner, regia di Mario Martone. Ater Teatro (1989)
- Scena madre di Arthur Schnitzler, regia di Alain Maratrat. Teatro Stabile di Parma (1992)

## Prosa televisiva Rai
- Aggressione nella notte (Asalto nocturno) di Alfonso Sastre, regia di Pino Passalacqua, trasmessa il 19 dicembre 1975.
- Un asino al patibolo di Giuseppe Cassieri, regia di Giuliana Berlinguer, trasmessa il 28 maggio 1982.
- Un cappello pieno di pioggia, regia di Gianni Serra, trasmessa nel 1985.

## Documentari
- Negli occhi, regia di Francesco Del Grosso – documentario dedicato alla vita dell'attore (2009)

## Riconoscimenti
- Nastro d'argento
  - 1979 – Miglior attore non protagonista per Il giocattolo
  - 1981 – Miglior attore protagonista per Tre fratelli

- Mostra del cinema di Venezia
  - 1991 – Premio Pasinetti al migliore attore per Grido di pietra[5]
  - 1991 – Ciak d'oro al migliore attore per Grido di pietra[5]

- Grolla d'oro
  - 1979 – Miglior attore esordiente per Il giocattolo